# 中国—沙特阿拉伯关系
中沙关系，又称为沙中关系（阿拉伯语：‎），是指歷史上的中國和沙特阿拉伯、以至現在中華人民共和國與沙特阿拉伯王国之間的雙邊關係。

## 歷史

### 中華人民共和國成立前
據考證，明朝航海家鄭和的祖父和父親、以及當時雲南行省的一些官員都曾到麦加的天房進行朝觐，一些明朝史書提到鄭和本人亦曾朝觐；史學界有意見認為朝觐是鄭和出海的目的，並就此說爭論不休。
明末清初，有中国穆斯林赴麦加朝觐:922；朝觐的中国穆斯林在19世紀有所增加。馬德新曾在赴麦加朝觐后撰寫《朝觐途记》，記錄自己朝觐的見聞:922；宁波人龚荣的著作《阿拉伯考略》亦介紹了沙特阿拉伯的地理、物产和风俗:31。19世纪末，來自現今甘肃的马万福前往麦加朝觐和留學，返国後在中国创立依赫瓦尼教派:670。民國時期的1939年，28名在埃及求学的中国留学生到麦加朝觐；他们受到首任沙特阿拉伯國王阿卜杜勒·阿齐兹·沙特接见，又与他照相留念。到了1946年，中华民国与沙特阿拉伯簽訂《中國沙地阿拉伯友好條約》，正式建立領事級外交關係。

### 與中華人民共和國建交前
1949年中华人民共和国成立後，由於沙特阿拉伯反對共產主義，因此沙特阿拉伯继续与中华民国维持外交關係。1971年，阿爾巴尼亞等23個國家提議讓中華人民共和國進入聯合國、並排除中華民國；美國等國主張讓中華人民共和國進入聯合國，但同時保留中華民國的席位（「兩個中國」）。沙特阿拉伯則主張由中華人民共和國代表中國，台灣同時以「台灣」的名義在聯合國佔有一席（「一中一台」）；同時，沙特阿拉伯又建議聯合國主持公民投票，由臺灣人自決臺灣的未來。
由於政治和宗教等因素，沙特阿拉伯自1938年与苏联断交后至1990年代沒有与任何社会主义国家維持外交关係。沙特阿拉伯是最晚承认中华人民共和国、并与其建交的阿拉伯国家；但有檔案顯示，沙特阿拉伯在與中华人民共和国建交前曾通過不同渠道，與中华人民共和国有關當局保持接觸，沙特阿拉伯國王也希望兩國關係能夠有所發展。1980年代，中華人民共和國向沙特阿拉伯出售中程彈道飛彈；隨後，兩國於1989年互相在對方國家設立商務辦事處，並在翌年達成建交協議:140。

### 與中華人民共和國建交後
1990年7月21日，中華人民共和國和沙特阿拉伯建交。1999年，时任中共中央总书记、国家主席江泽民应邀访问沙特阿拉伯。2006年，時任中共中央總書記、中國國家主席胡锦涛和沙特阿拉伯國王阿卜杜拉·本·阿卜杜勒-阿齊茲進行互访。2008年5月，中國四川發生地震；阿卜杜拉隨即决定捐出5,000万美元賑災、并提供價值約為1,000万美元的物资援助，是中華人民共和國獲得的最大海外单项援助。
2015年，國王阿卜杜拉逝世；中華人民共和國國務委員楊潔篪出席弔唁活動，就阿卜杜拉之死表示哀悼，又向現任國王萨勒曼·本·阿卜杜勒－阿齐兹轉達中共中央總書記、國家主席習近平的信息；習近平讚揚阿卜杜拉具備戰略眼光，是一位備受尊敬的政治家，又表示就失去一名「親密朋友」感到痛心。
2016年1月19日，中共中央总书记、中国国家主席习近平在利雅得同沙特阿拉伯国王萨勒曼·本·阿卜杜勒举行会谈。两国元首共同宣布建立中沙全面战略伙伴关系。
2022年12月，首届中国—阿拉伯国家峰会和首届中国—海湾阿拉伯国家合作委员会峰会在沙特阿拉伯首都利雅德举行，中国国家主席、中共中央总书记习近平出席并对沙特进行国事访问。12月8日，习近平在利雅得王宫分别受到沙特阿拉伯国王萨勒曼和沙特王储兼首相穆罕默德·本·薩勒曼的会见。双方达成了涉及300亿美元的合作协议。

## 經貿關係
- 中國出口到沙特阿拉伯的产品[19]
- 沙特阿拉伯出口到中國的产品[20]

中国和沙特的货物贸易总量巨大但结构单一，两国的贸易以石油和化工品为主。至中国和沙特建交以来两国双边贸易额增长迅速，1990年中沙建交时，贸易额仅4亿美元，2021年已增长到870多亿美元；沙特27%的石油出口和25%化工品出口都流向中国。
截至2014年9月，沙特阿拉伯是中華人民共和國在西亚非洲地区的最大贸易伙伴，亦是後者的最大原油供应国。中國也是沙特的最大貿易夥伴。2013年，中沙兩國的双边贸易總额為722亿美元，其中中國出口187亿美元，沙特阿拉伯出口535亿美元；截至2014年上半年，沙特阿拉伯出口到中國的商品主要为原油和石化产品，而中國出口到沙特阿拉伯的商品則有机电产品、钢材、服装等。
一些中国企业在沙特阿拉伯參與工程建设项目，截至2014年3月，沙特阿拉伯國家石油公司與中国公司的累計合同額為40亿美元；沙特阿拉伯在中国的投资則涵蓋了矿产、珠宝、零售、生物技术等不同领域。中沙兩國的企業曾合作投资興建大型精炼厂，沙特阿拉伯國家石油公司亦曾與中國石油化工集團和埃克森美孚在福建合资建設炼化厂和成品油销售公司。

## 文化關係
2007年，沙特阿拉伯遣派百餘名當地学生公费赴华留学；他們將就讀清华大学、复旦大学、上海交通大学、天津医科大学等学府，修习的科目包括基础科学、企业管理、临床医学等。2010年，沙特阿拉伯斥資1.5亿美元修建上海世界博覽會沙特館；该馆成为該屆世界博覽會的“最受欢迎展馆”，由沙特阿拉伯赠予中國。2014年5月，上海外国语大学朱威烈教授获頒沙特国王阿卜杜拉國際翻译奖。

## 外部連結
- 中华人民共和国驻沙特阿拉伯王国大使馆官方网站（简体中文）（英文）（阿拉伯文）
  - 中华人民共和国驻沙特阿拉伯王国大使馆经济商务处官方网站（简体中文）
- 中华人民共和国驻吉达总领事馆官方网站（简体中文）（英文）
  - 中华人民共和国驻吉达总领事馆经济商务处官方网站（简体中文）
- 沙特阿拉伯驻华大使馆官方网站（阿拉伯文）